# Charlie Weber
Charles Alan "Charlie" Weber Jr. (sinh ngày 20 tháng 9 năm 1978) là một nam diễn viên và cựu người mẫu người Mỹ.

## Danh sách phim
| Năm       | Phim                                      | Vai                 | Ghi chú                            |
| --------- | ----------------------------------------- | ------------------- | ---------------------------------- |
| 2000      | The Broken Hearts Club: A Romantic Comedy | Newbie              |                                    |
| 2000      | The Drew Carey Show                       | Brad                | Tập: "Drew Pops Something on Kate" |
| 2000–2001 | Buffy the Vampire Slayer                  | Ben Wilkinson       | 14 tập                             |
| 2001      | Charmed                                   | The Prince          | Tập: "A Knight to Remember"        |
| 2002      | Dead Above Ground                         | Dillon Johnson      |                                    |
| 2003      | Gacy                                      | Tom Kovacs          |                                    |
| 2003      | The Kiss                                  | Zig                 |                                    |
| 2004      | Cruel Intentions 3                        | Brett Patterson     |                                    |
| 2003–2004 | Everwood                                  | Jay                 | 5 tập                              |
| 2006      | CSI: NY                                   | Damon               | Tập: "Heroes"                      |
| 2006      | Veronica Mars                             | Glen                | Tập: "Of Vice and Men"             |
| 2007      | CSI: Miami                                | Lou Pennington      | Tập: "Throwing Heat"               |
| 2007      | CSI: Crime Scene Investigation            | Corey Archfield     | Tập: "Empty Eyes"                  |
| 2008      | Dirt                                      | Ian                 | Tập: "Dirty, Slutty Whores"        |
| 2009      | Reaper                                    | Xavier              | Tập: "To Sprong, with Love"        |
| 2010      | House                                     | Damien              | Tập: "Open and Shut"               |
| 2010      | Vampires Suck                             | Jack                |                                    |
| 2011      | Burn Notice                               | Jacob Starky        | 2 tập                              |
| 2011      | State of Georgia                          | Jeb                 | 2 tập                              |
| 2011      | Bones                                     | Nolan               | Tập: "The Twist in the Twister"    |
| 2012      | Femme Fatales                             | Ace                 | Tập: "Jailbreak"                   |
| 2012–2013 | Underemployed                             | Todd                | 12 tập                             |
| 2013      | 90210                                     | Mark Holland        | 7 tập                              |
| 2013      | Warehouse 13                              | Liam Napier         | Tập: "Runaway"                     |
| 2013      | Battlefield 4                             | Staff Sergeant Dunn | Lồng tiếng trò chơi điện tử        |
| 2014–nay  | How to Get Away with Murder               | Frank Delfino       |                                    |
| 2016      | Jarhead 3: The Siege                      | Evan Albright       |                                    |
| 2017      | Ex-Patriot                                | Bill Donovan        |                                    |